# Lino Liviabella
Lino Liviabella (Macerata, 7 aprile 1902 – Bologna, 21 ottobre 1964) è stato un compositore, pianista e didatta italiano.

## Biografia
Discendente da una famiglia di musicisti (il nonno paterno Livio fu allievo di Rossini e maestro della Cappella Musicale della Basilica di San Nicola di Tolentino, il padre Oreste, diplomato alla Reale Accademia di S. Cecilia in Roma, fu organista e direttore della Cappella Musicale del Duomo di Macerata), si diplomò con L. Cozi in pianoforte al Conservatorio di S. Cecilia in Roma (1923), in organo con Remigio Renzi (nel 1926) ed in composizione sotto la guida di Ottorino Respighi (nel 1927).

Dopo essersi iscritto alla Facoltà di Lettere all'Università di Roma, decise di dedicarsi esclusivamente alla musica, decisione questa che creò qualche contrasto con i genitori; in questo periodo Lino Liviabella si rese, con coraggio, economicamente indipendente dando lezioni private e suonando il pianoforte nei cinematografi.
Fu nominato direttore e docente di pianoforte del Liceo Musicale di Pescara nel 1928, insegnò poi in quello di Venezia dal 1931 e dal 1940, in seguito a concorso, fu titolare di fuga e composizione al Conservatorio di Palermo.
Nel 1942 si stabilì definitivamente a Bologna. Nel Conservatorio di questa città ebbe la cattedra di fuga e composizione, fu poi reggente e vicedirettore e infine, dopo aver tenuto la direzione dei Conservatori di Pesaro (1953-59) e Parma (1959-63), ne divenne direttore.

Terminò nel 1958 la stesura di un trattato di Armonia, frutto della sua intensa attività didattica e nel 1964, in collaborazione con R. Monterosso, scrisse il volume Sentir musica (ed. Cappelli). Fra i suoi numerosi allievi vanno citati i compositori Franco Donatoni e Guido Ferraresi. 

Fu noto anche come pianista.
Liviabella ottenne numerosi riconoscimenti in concorsi internazionali,  fra cui il primo premio nel concorso nazionale indetto dalla Propaganda Musicale per la "Sonata in la minore per violino e pianoforte" (1928), nel concorso della Terza Mostra Nazionale di Musica Contemporanea per la "Sonata in un tempo per violino e pianoforte" (1934), nel Concorso Scaligero per la "Sonata ciclica per violoncello e pianoforte" (1938), nel concorso internazionale Prix Alice Lumbroso per la lirica "La gondola" (Parigi 1937), nel concorso della Fondazione Respighi per il poema sinfonico "Monte Mario" (1937), nel Concorso nazionale Scarlatti per il poema sinfonico "La mia terra" (1943), il premio delle Olimpiadi di Berlino con il poema sinfonico "Il Vincitore" (ivi esecuzione dell'Orchestra Filarmonica di Berlino diretta dallo stesso autore (1936), il Premio San Remo (1940), il Premio Roma per la cantata "O Crux, ave !" (1950), e il diploma d'onore del Comitato Internazionale per l'Unità e l'Universalità della Cultura (1962).
Fu dal 1960 membro, per la musica sinfonica, del Comitato Centrale di vigilanza sulle radiodiffusioni.
Ha pubblicato alcuni scritti in riviste varie, tra le quali: Laus decora ("L'insegnamento del canto gregoriano nei Conservatori", 1957), Arti ("La cattedra di composizione nei Conservatori Musicali", 1959), La Scala ("Dove va la musica?", 1960).
Tutte le sue composizioni hanno avuto importanti esecuzioni in Italia e all'estero, e alcune di esse sono state pubblicate in diverse edizioni discografiche.

## Alcune opere significative

### Opere liriche e balletti
- L'usignolo e la rosa, balletto dal racconto di Oscar Wilde (1925)
- Favola di poeta, balletto su trama di Adriano Prandi (1935)
- Antigone, tragedia lirica su testo di Emidio Mucci (1942) al Teatro Regio di Parma diretta da Ottavio Ziino con Giovanni Voyer
- La Conchiglia, novella drammatica su testo di Emidio Mucci (1955 nel ridotto del Teatro Comunale di Firenze diretta da Armando La Rosa Parodi con Nicola Filacuridi, Dino Dondi e Fernando Farese)
- Canto di Natale, opera lirica su testo di Enzo Lucio Murolo (1962) e prima scenica al Teatro Comunale di Bologna nel 1966 con Alvinio Misciano

### Cantate
- Manina di neve, cantata per due soprani, coro femminile e orchestra (1935)
- Sorella Chiara, cantata per soprano, baritono, voce recitante, coro e orchestra (1943)
- Caterina da Siena, cantata drammatica per soprano, coro e orchestra (1947)
- O Crux, Ave!, cantata per soprano, tenore, coro e orchestra (1950)
- Le sette parole di Gesù sulla Croce, cantata per tenore, voce recitante, coro maschile e di fanciulli, organo e pianoforte (1957)

### Musica sinfonica
- Monte Mario, poema sinfonico (1937)
- La mia terra, poema sinfonico (1942)
- Poema per pianoforte e orchestra (1952)
- Concerto per violino e orchestra (1956)
- Sinfonia in quattro tempi per soprano e orchestra (su testi di Thomas Stearns Eliot, 1963)
- Concerto per orchestra (1964)

### Musica da camera
- Prima sonata in la minore per violino e pianoforte (1928)
- Sonata ciclica per violoncello e pianoforte (1931)
- Seconda sonata per violino e pianoforte (1932)
- Terzo quartetto per quartetto d'archi (1948)
- Trio per violino, violoncello e pianoforte (1948)
- Prima Sonata in un tempo per viola e pianoforte (1950)
- Quarto quartetto "La melanconia" per quartetto d'archi (1955)
- Tre momenti per viola e pianoforte (1956)
- Seconda sonata per viola e pianoforte (1957)
- Sette duetti miniatura per violino e viola (1957)
- Quattro brani nuziali for viola e organo o armonium (1961)